# Быкобой (Большая Коча)
Быкобой — традиционный обряд братчины у коми-пермяков села Большая Коча Кочёвского района Пермского края. Обряд проводился в день святых Флора и Лавра (коми-перм. Проллавер) и включал в себя жертвоприношение быка.

## Описание обряда Малаховым
Этнограф М. Малахов, считавший обряд языческим по происхождению, описывает Быкобой в 1887 году следующим образом:

Хотя со времени Стефана Великопермского пермяки были обращены в христианство, тем не менее этот укоренившийся обычай остался, а день принесения жертвы приурочен к 18-му августу, дню св. Флора и Лавра. Случится ли у пермяка в доме какое-либо несчастье, заболеет ли кто, или что либо он сильно захочет, то, обращаясь к Богу, он просит исполнение его желаний, или же в память минования несчастия, он обрекает в жертву чистого бычка, который с того времени до 3-х летнего возраста воспитывается и откармливается у него в доме. Бычок должен быть непорочен. Когда обреченному бычку минет три года, то в какой бы деревне или селе он не возрастал, его владелец ведет для заклания в деревню Большую Кочу Кочевской волости Чердынского уезда, где находится часовня св. Флора и Лавра, наиболее древняя и сильно почитаемая. <…> Здесь я узнал, что так как 18 августа приходится в понедельник, день считаемый пермяками постным, то жертвоприношение должно быть, по обычаю, совершено накануне, а также и жертвенное мясо сварено и съедено до наступления следующего дня.
Народ мало-помалу прибывал; тут были и мужчины и женщины. Живописные кавалькады, освящённые полуденным солнцем, всё чаще и чаще показывались из-за опушки леса. По обычаю, каждый владелец жертвенного животного должен вести его непременно сам, хотя бы более сотни вёрст и притом с непокрытой головой; каждого вожака сопровождают как родственники, так и соседи по деревне, все в праздничных одеяниях, в которых преобладают цвета: жёлтый, красный, белый и зелёный. Подобные отдельные отряды стали прибывать чаще и чаще. Приведённые бычки привязывались к деревянной решётке, окружающей часовню, а прибывшие размещались группами на поляне; среди их шёл оживлённый говор. <…> Все обещавшие направились в часовню, где в среднем иконостасе было выставлено две иконы св. Флора и Лавра. Сотни свеч жёлтого воску пылали перед этими излюбленными иконами… Наконец раздался с колокольни продолжительный звон, возвещавший, что Бог благословляет приступить к совершению жертвы. Хозяева отвязывали своих быков и вели к северной стороне площадки, где назначено было место колотья. Каждый избирает себе наиболее удобный пункт, родственники помогают связать ноги бычку и повалить на землю. Давший обет, согласно обычаю, должен собственноручно совершить заклание. Орудием при этом служит узкий длинный нож, который имеется у каждого пермяка на поясе. В скором времени вся помянутая часть площадки была ареной кровопролития, около каждого пункта группировались как помощники, так и любопытные. На каждом поваленном быке сидело по несколько человек, противодействуя его усилиям вырваться. Жертвоприноситель, обнажив нож из ножен, с глубокомысленным взором обтирал его об полу армяка, и с видимым сознанием важности наступающей минуты вонзал нож в шею быка. <…> Снявши кожу, начинался раздел жертвенного животного: голова посвящается Богу, филейная часть — попу, грудинка нищим, а прочее на православную братию. Шкура идет на приклад в часовню, или же тут же продаётся и вырученные деньги вскоре пропиваются участниками. Часовенные сторожа принимают головы, продевают пальцы в прорезанные уши и волокут их в амбарушку при часовне, где складывается он пирамидою.
Тем временем у южной стены часовни на площадке идут оживлённые приготовления к предстоящему «вареву». На расстоянии сажени от дверей амбарушки и против часовенного окна вбивается два столба с перекладиною между ними; сюда же натаскивают дров и хворосту и разводят огонь (костер). Из амбарушки выносят два обширных медных котла, принадлежащие часовне, и подвешивают их железными крюками к помянутой выше перекладине. Вблизи костра ставится обширная бадья или кадка с большим деревянным черпательным ковшом. От места колотья подтаскивали мясо и складывали его в чан то большими кусками, то разрезанными частями. В огонь была брошена одна голова быка, которая здесь опалилась и запеклась.

Затем начинают варить мясо (без соли) в обширных медных котлах, принадлежащих часовне, на костре, разведённом у южной стороны последней. Когда всё мясо сварено, тогда по колокольному звону приступают к еде. В настоящем году было заколото и сварено 22 быка. На другой день после молебствия на воде происходило окропление стоящих в воде пермяков и скота.
Обычно Быкобой и окропление с молением в воде происходило в один день, 18 августа.
В 1914 году этот обряд был запрещён властями, и лишь в 1993 году стараниями Больше-Кочинского школьного музея этнографии и фольклора и фольклорным ансамблем «Мича асыв» (Ясное утро) возрождён вновь. В 2009 году в связи с 430-летием села Большая Коча обряд Быкобой проводится 30 августа.